# Charley Foy
Charley Foy (även känd som Charles Foy), född den 12 juni 1898 i Chicago, död den 22 augusti 1984 i Los Angeles, var en amerikansk vaudevilleartist och skådespelare.
Charles var son till vaudevilleartisten Eddie Foy och uppträdde som barn med denne och sina syskon som "The Seven Little Foys". Historien om denna familjetrupp blev 1955 en oscarsnominerad film med samma namn (regi: Melville Shavelson) där rollen som Charles Foy spelades av Lee Erickson. Även den riktige Charles medverkade dock som berättarröst.
Foy hade även egen filmkarriär, främst under 1930-talets senare hälft då han medverkade i runt 25 filmer, bland annat några tillsammans med Humphrey Bogart. i The Woman of the Town (1943) spelade han rollen som sin egen far.

## Filmografi (urval)
- 1915 - A Favorite Fool
- 1928 - Chips of the Old Block
- 1936 - Here Comes Carter
- 1937 - Melody for Two
- 1937 - Dance Charlie Dance
- 1937 - The Adventurous Blonde
- 1938 - Daredevil Drivers
- 1939 - King of the Underworld
- 1939 - Sweepstakes Winner
- 1939 - Conspiracy
- 1941 - The Wagons Roll at Night
- 1943 - The Woman of the Town
- 1955 - The Seven Little Foys (endast röst)